# Simone Hauswald
Simone Hauswald (nacida como Simone Denkinger, Rottweil, 3 de mayo de 1979) es una deportista alemana que compitió en biatlón. Es hija de padre alemán y madre surcoreana. 
Participó en los Juegos Olímpicos de Vancouver 2010, obteniendo dos medallas de bronce, en las pruebas de salida en grupo y relevos. Ganó cinco medallas en el Campeonato Mundial de Biatlón entre los años 2003 y 2010, y cinco medallas en el Campeonato Europeo de Biatlón entre los años 2000 y 2002.

## Palmarés internacional
| Juegos Olímpicos   | Juegos Olímpicos            | Juegos Olímpicos  | Juegos Olímpicos |
| Año                | Lugar                       | Medalla           | Prueba           |
| ------------------ | --------------------------- | ----------------- | ---------------- |
| 2010               | Vancouver (Canadá)          | Medalla de bronce | Salida en grupo  |
| 2010               | Vancouver (Canadá)          | Medalla de bronce | Relevos          |
| Campeonato Mundial |                             |                   |                  |
| Año                | Lugar                       | Medalla           | Prueba           |
| 2003               | Janty-Mansisk (Rusia)       | Medalla de bronce | Relevos          |
| 2004               | Oberhof (Alemania)          | Medalla de bronce | Relevos          |
| 2009               | Pyeongchang (Corea del Sur) | Medalla de plata  | Velocidad        |
| 2009               | Pyeongchang (Corea del Sur) | Medalla de bronce | Relevo mixto     |
| 2010               | Janty-Mansisk (Rusia)       | Medalla de oro    | Relevo mixto     |
| Campeonato Europeo |                             |                   |                  |
| Año                | Lugar                       | Medalla           | Prueba           |
| 2000               | Zakopane (Polonia)          | Medalla de bronce | Individual       |
| 2000               | Zakopane (Polonia)          | Medalla de bronce | Relevos          |
| 2001               | Haute-Maurienne (Francia)   | Medalla de oro    | Relevos          |
| 2001               | Haute-Maurienne (Francia)   | Medalla de plata  | Velocidad        |
| 2002               | Kontiolahti (Finlandia)     | Medalla de oro    | Relevos          |

### Juegos Olímpicos
| Lugar y año    | Individual | Velocidad | Persecución | Salida en grupo | Relevo |
| -------------- | ---------- | --------- | ----------- | --------------- | ------ |
| Vancouver 2010 | NP         | 26        | 16          | Bronce          | Bronce |